# Campoo de Yuso
Campoo de Yuso è un comune spagnolo di 715 abitanti situato nella comunità autonoma della Cantabria, comarca di Campoo-Los Valles.
Fra i comuni più estesi e meno popolati della Cantabria, è formato da 14 piccoli nuclei abitati con capoluogo a La Costana, 49 abitanti, distante 75 km da Santander, il capoluogo della provincia di Cantabria di cui fa parte.

## Geografia fisica
È un comune montano con altitudini sul livello del mare che vanno dal minimo di 833 metri a un massimo di 1289 metri, che sta spopolandosi. Quasi tutti i nuclei abitati si affacciano sul grande bacino artificiale detto Pantano del Ebro.

## Storia
Diverse sono le testimonianze archeologiche che permettono di affermare che la presenza umana nella zona risale al paleolitico e che i primi abitati furono realizzati da tribù celtoibere.
La presenza romana è attestata dai resti della calzada (strada selciata) sommersi con la costruzione del lago artificiale, che riaffiorano quando il livello delle acque si abbassa. Altre testimonianze della presenza romana nel territorio del comune si hanno dai resti del campo militare romano sul colle del Cincho a circa 500 metri dal paese di La Poblacion, uno dei nuclei abitati di Campoo de Yuso.
All'anno 999 risalgono le citazioni dei nomi dei borghi comunali e nel Fuero concesso dal conte Sancho Garcés e da sua moglie Urriaca a Cervatos si citano possedimenti del Monasterio de Orzales nella zona.
In un documento del 1351 si elencano le famiglie nobili della zona e se ne indicano i poteri pur rimanendo territorio di realengo, cioè dipendente direttamente dal re che esercitava il suo potere tramite un governatore detto corregidor, lasciando una certa autonomia amministrativa ai consigli di ogni località formati da rappresentanti della cittadinanza. La famiglia che ebbe maggior potere sulla zona fu quella dei Bustamante; simbolo di questo potere è la Torre de los Bustamante a La Costana. Anche i Manrique de Aguilar, per concessione reale, ebbero diritti sui paesi di La Riva, Canchares, La Poblacion e Villapedene, oggi frazioni del comune di Campoo de Yuso.
Nel XV secolo i diversi paesi si riunirono nella Hermandad de Campoo de Yuso, una delle sette leghe di solidarietà di paesi vicini che formavano la grande Hermandad Mayor de Campoo. In un documento del 1404 si parla dell'espulsione da Campoo di Garci Fernandez Manrique. Il regime di realengo con i consigli con a capo gli alcaldes che esercitavano l'amministrazione e avevano anche poteri giudiziari durò fino al 1822 quando, con la riforma amministrativa del regno di Spagna, nacquero i comuni e le provincie costituzionali. La Hermandad de Campoo de Yuso fu integrata nella provincia di Santander e sostituita da un municipio autonomo col nome attuale di Campoo de Yuso.
Nel 1880 si separò dal comune il territorio del sud che entrò a far parte del comune di Las Rozas.
Nella prima metà del XX secolo si verifico un evento che ebbe profonde conseguenze socio economiche e ambientali: la realizzazione del bacino artificiale detto Pantano del Ebro, lungo 22 km da est ad ovest che sommerse parti di paesi, pascoli e terreni coltivati. La costruzione dello sbarramento, che durò diversi anni, ebbe come effetto principale l'inizio dello spopolamento del municipio; infatti furono costretti ad emigrare tutti coloro che avevano perso le loro case e le loro terre anche se nacquero in quel periodo o si trasferirono qui temporaneamente nuove imprese per il lavoro di costruzione del lago artificiale. Terminati i lavori le occasioni di lavoro nel settore delle costruzioni diminuirono drasticamente e l'emigrazione che dagli anni trenta aveva riguardato inizialmente solo i proprietari delle abitazioni e dei terreni sommersi, riguardò anche e soprattutto i giovani del luogo già impiegati nei lavori di realizzazione del bacino dell'Ebro. In breve si determinò un invecchiamento della popolazione, un calo delle nascite e un saldo negativo fra natalità e mortalità che continua tuttora, come si evince dal confronto fra il numero di abitanti attuali che è circa un terzo dei 2.215 censiti nel 1910; l'età media è di 48 anni rispetto ai 41,5 della regione, il numero degli abitanti in ciascuno dei 14 nuclei che costituiscono il comune è in tutti i casi di poche decine, alcuni paesi sono praticamente destinati all'abbandono come Quintana e Servillejas che contano solo 10 abitanti ciascuno.

## Monumenti e luoghi d'interesse
- Torre de los Bustamante del XV secolo a La Costana, alta 20 addossata ad altri edifici, dichiarata bien de intéres cultural.
- San Román ad Orzoles chiesa romanica del XII secolo, riformata nel XVII.
- Santa Cecilia a Monegro del XVIII secolo.
- San Miguel a La Riva del XVI secolo.
- San Roque a La Poblacion del XVIII secolo.
- San Pedro a La Costana romanica del XIII secolo riformata gotica nel XVI secolo.
- Ermita de las Nieves' del XVI secolo, immersa in un parque merendero per le romerias (pellegrinaggi seguiti da merende all'aria aperta e feste dei pellegrini) da diverse località della Cantabria.
- Santa Maria Nayor a Quintana del XV secolo.
- San Millán a Villapaderne del 1214 rifatta nei secoli XVI-XVII.
- Santa Aqueda a Quintamanil del XVI secolo.
- San Millán Abad a Servillas del XVI secolo ampliata nel XVIII.
- San Pelayo a Bustamante del XVII secolo.
- Santa Maria a Servillejas del XVI secolo.
- Santa Lucia a Villasuso del XVI secolo.
- San Cornelio y San Cipriano a Lanchares del XVI secolo.
- Balneario stabilimento balneario per la cura di diverse malattie e per la confezione di bottiglie di acqua minerale situato nel paese di Corconte e costruito nel 1922.
- Pantano del Ebro il grande lago artificiale contornato da boschi e prati con ameni paesaggi.
- Campamiento romano de El Cincho risalente al I secolo a.C., dichiarato bien de intéres cultural i cui resti coprono un'area di 152.000 metri quadrati. Era un accampamento militare che servì durante le guerre cantabriche (dal 29 al 19 a.C.). Si trova a 22 km dalle rovine della grande città romana di Juliobriga in comune di Campoo de Enmedio.

## Cultura

### Eventi
Sono molto apprezzate le Pandereteras di questo comune anche se esistono generalmente in tutta la Spagna, sono donne che, vestite in costume locale, suonano il tamburello (pandero) mentre si muovono con passi di danza particolari e cantano agitando il foglio su cui è scritta la musica avvolto a forma di coppa da bere. Sono presenti nelle processioni religiose e nelle feste.
Come in tutta la Cantabria i giovani vestiti dei costumi locali festeggiano l'arrivo della primavera suonando e cantando per le vie dei paesi las marzas specie di stornelli che iniziano col verso Marzo florido, seas bienvenido.
Fra le feste patronali si distinguono San Pedro Apóstol il 28 giugno e Las Nieves il 5 agosto.
Occasione di festa è il pellegrinaggio alla ermita de la Virgen de las nieves (Eremitaggio della Madonna delle Nevi) con la processione folcloristica e il solenne rito religioso al mattino seguito dalla merenda campestre e dalla festa che si protrae fino a tardi con la partecipazione di tutti.

## Economia
Secondo una recente statistica comunale il 34% della popolazione attiva è dedicato all'agricoltura e all'allevamento del bestiame, il 14,5% alla industria e all'artigianato, l'11,8% all'edilizia e il 32,7% al settore dei servizi. Il tasso di attività sul totale della popolazione è del 47,8% al disotto della media regionale che è del 52,5%.